# Voo Precision Air 494
O voo Precision Air 494 foi um voo regular de passageiros do Aeroporto Internacional Julius Nyerere, em Dar es Salaam, Tanzânia, para o Aeroporto de Bukoba, na cidade de Bukoba [en]. Em 6 de novembro de 2022, um ATR 42-500 com 39 passageiros e 4 tripulantes caiu no Lago Vitória ao pousar no Aeroporto de Bukoba, Bukoba, Tanzânia, resultando na morte de 19 pessoas.

## Acidente
O voo 494 decolou de Dar es Salaam por volta das 06h00, horário da África Oriental, e estava programado para pousar em Bukoba às 08h30. A aeronave invadiu a pista 13 e caiu no Lago Vitória por volta das 08:53 durante uma segunda tentativa de pousar em Bukoba em uma tempestade. Fotos e vídeos divulgados nas redes sociais mostraram o avião quase totalmente submerso, com apenas a cauda visível acima da linha d'água.
Um sobrevivente do acidente afirmou que os pilotos tiveram que redirecionar a aeronave devido à deterioração do tempo. O passageiro afirmou ainda que, durante a aproximação, eles encontraram forte turbulência depois de serem informados de que estavam pousando em breve, enquanto eventualmente se encontravam no lago com o avião começando a entrar na água. Das 43 pessoas a bordo, 19 morreram, incluindo os dois pilotos.
O acidente foi o segundo acidente de aviação mais mortal na Tanzânia, sendo o mais mortal o acidente de um Douglas DC-3 no Monte Kilimanjaro em 18 de maio de 1955, que matou 20 pessoas.

## Aeronave
A aeronave envolvida no acidente era um ATR 42 de 12 anos, com número de série 819, registrado como 5H-PWF. Foi entregue à Precision Air em agosto de 2010. A aeronave foi alimentada por dois Pratt & Whitney Canada PW100.
- Samia Suluhu Hassan - presidente da Tanzânia, pediu calma enquanto a operação de resgate continua.